# عصر طلایی هنر فنلاند

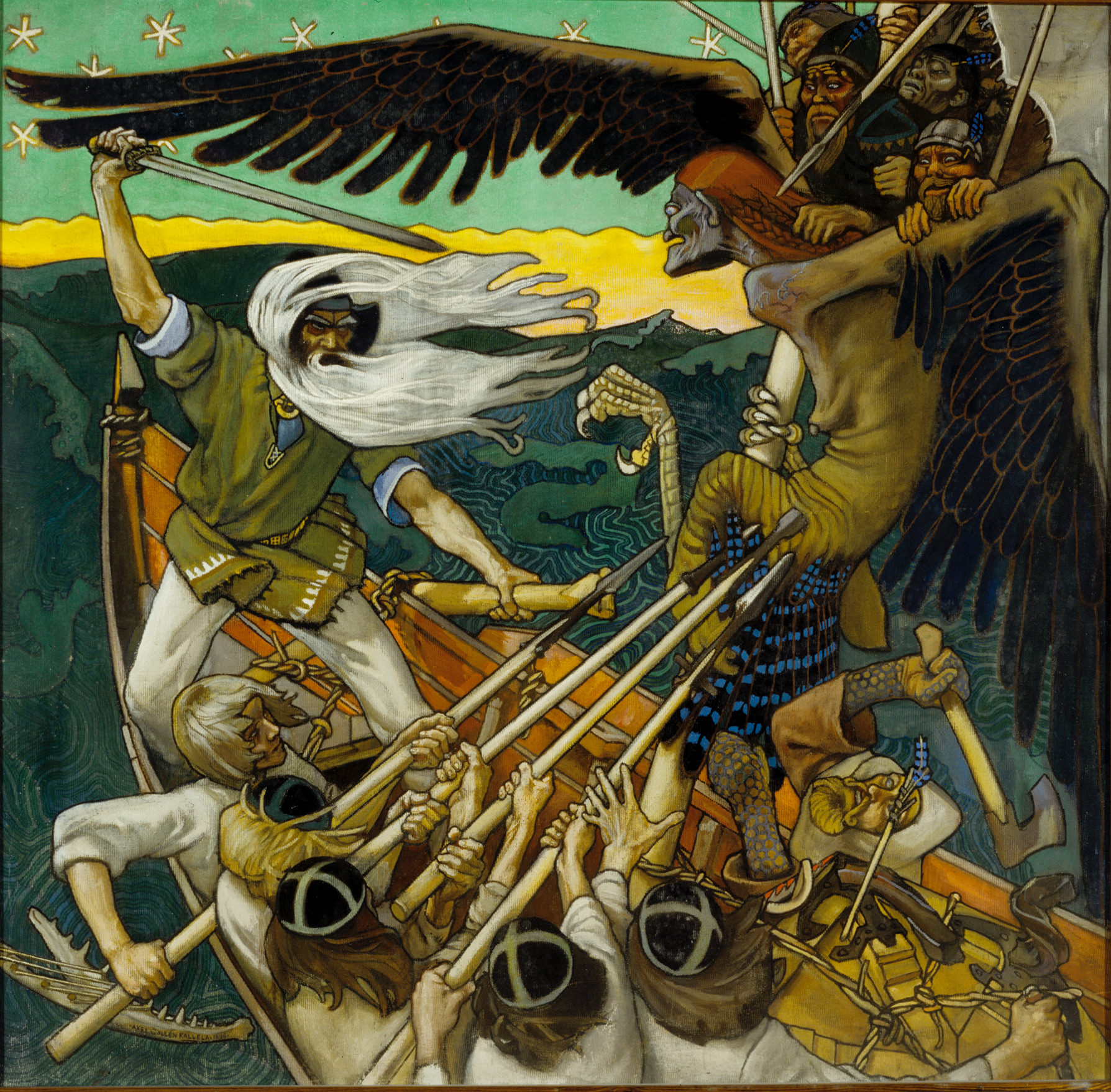
مبارزه وایناموئینن با لوهی بخاطردفاع از سامپو اثر آکسلی گالن-کاللا، ۱۸۹۶.

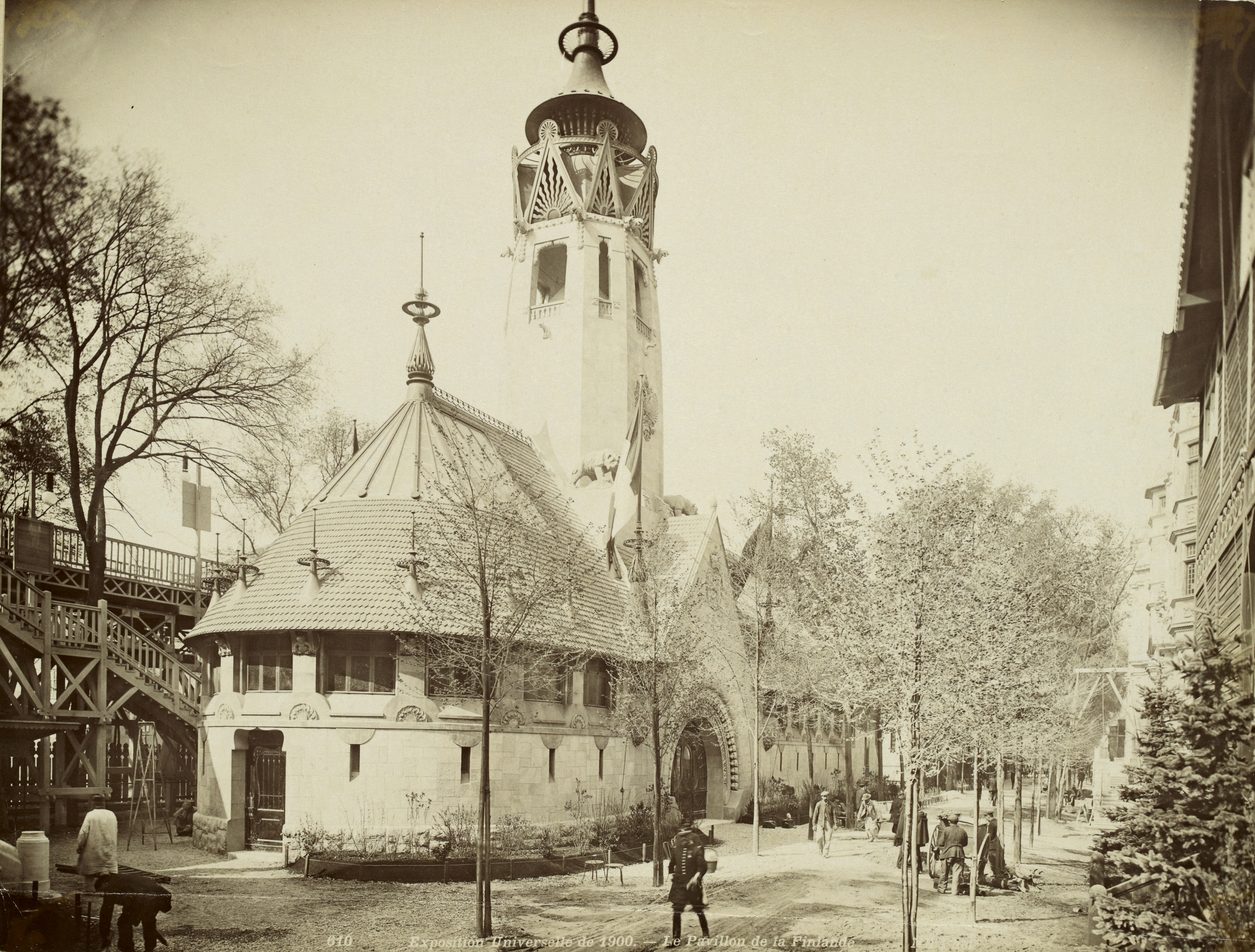
غرفه فنلاند در نمایشگاه پاریس ۱۹۰۰

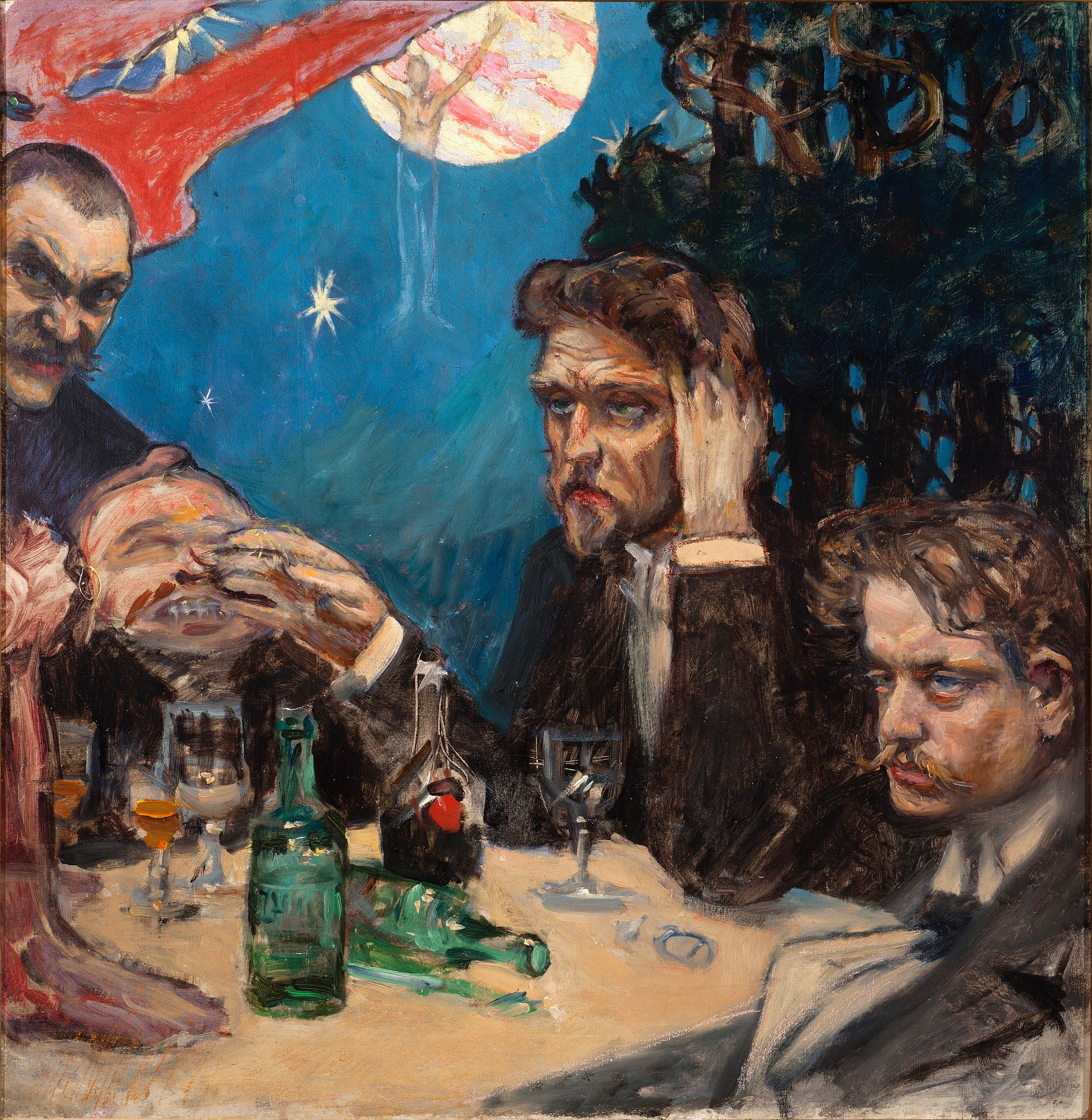
مسئله (سمپوزیوم) با تصویر آکسلی گالن-کالالا، اسکار مریکانتو، روبرت کایانوس و ژان سیبلیوس، نقاشی شده توسط خود گالن-کالالا، ۱۸۹۴

عصر طلایی هنر فنلاند مصادف با بیداری ملی فنلاند، در دوران دوک نشین بزرگ فنلاند تحت امپراتوری روسیه بود. اعتقاد بر این است که این عصر دوره ای از اواخر قرن ۱۹ تا اوایل قرن ۲۰، تقریباً از ۱۸۸۰ تا ۱۹۱۰ را در بر می‌گیرد شکل شعر حماسی معروف به کالوالا، که در طول قرن ۱۹ توسعه یافت، الهام‌بخش هنری برای مضامین متعدد در آن زمان، از جمله در هنرهای تجسمی، ادبیات، موسیقی و معماری بود. با این حال، «عصر طلایی هنر فنلاند» به‌طور کلی به نقاشان واقع‌گرایی (هنر) و ملی‌گرایی رمانتیک آن زمان در نظر گرفته می‌شود. از چهره‌های قابل توجه آن زمان می‌توان به آکسلی گالن-کاللا، پککا هالونن، آلبرت ادلفلت ،ژان سیبلیوس، اینو لینو ،هلنه شارفبک ،ارو یارنه‌فلت و الیل سارینن اشاره کرد.
هنر فنلاند در نمایشگاه پاریس در سال ۱۹۰۰ بیشتر در اروپا شناخته شد، جایی که غرفه فنلاند یکی از محبوب ترین‌ها در بین شرکت کنندگان بود.

## هنرمندان
تعدادی از هنرمندان برجسته تجسمی بودند که بخشی از عصر طلایی هنر فنلاند محسوب می‌شدند.

### نقاشان

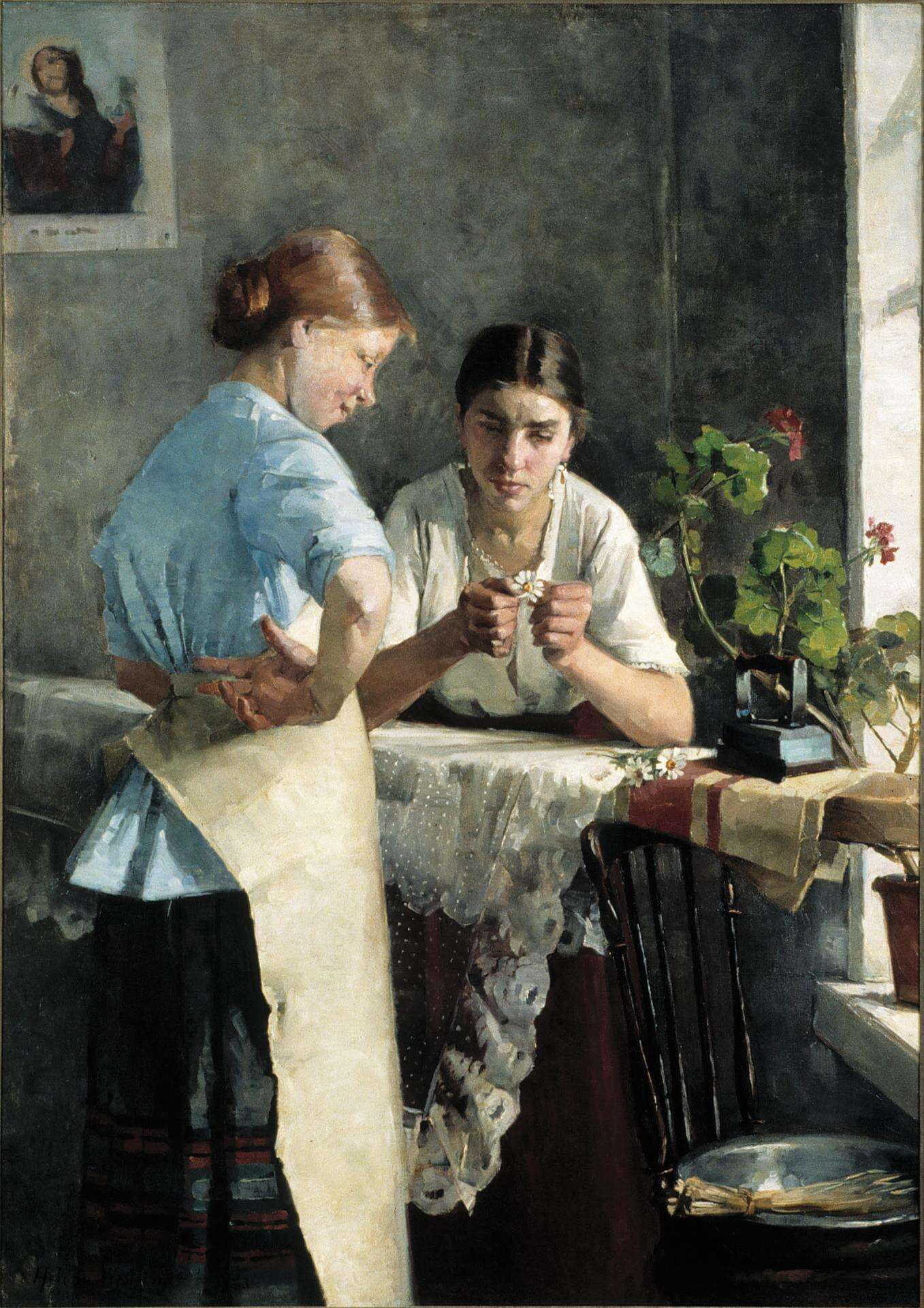
کنایه‌ها، هلنا وسترمارک، ۱۸۸۳

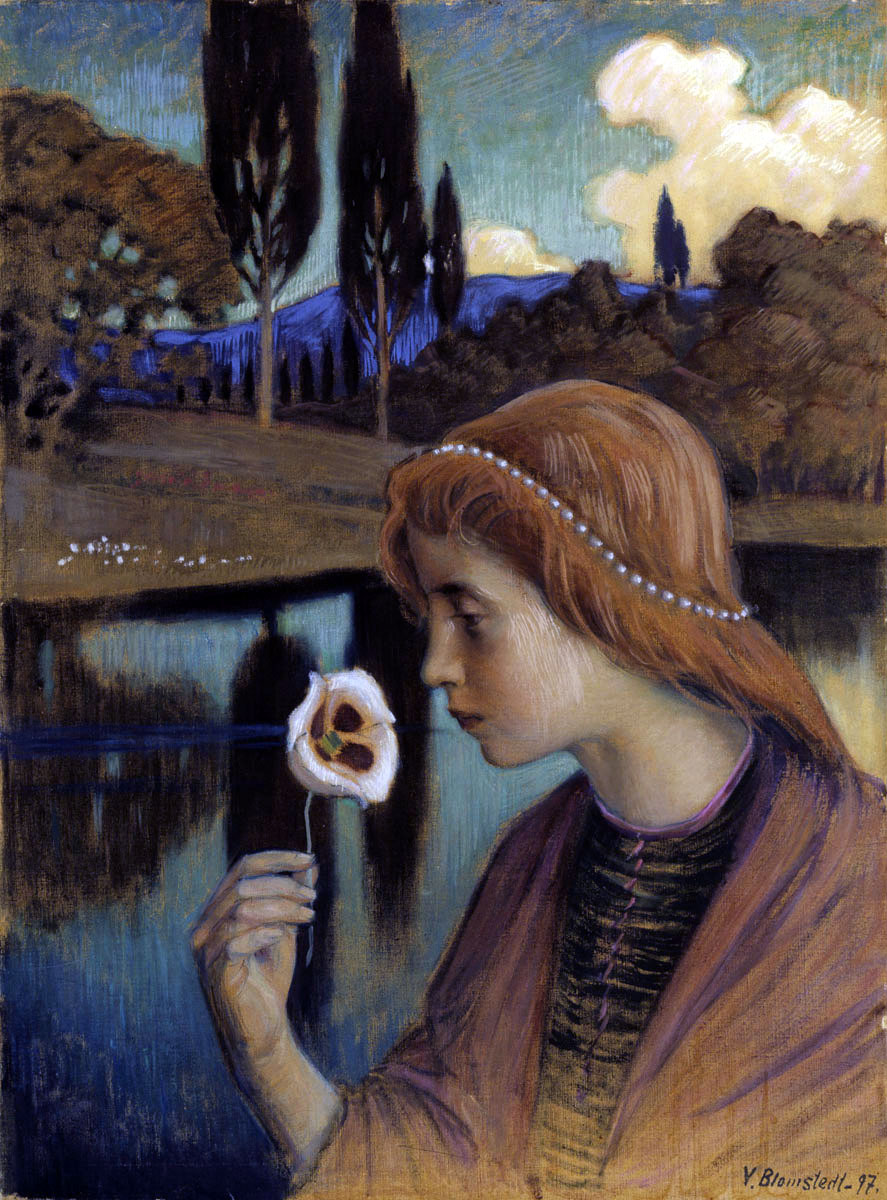
فرانچسکا، واینو بلومشتد ۱۸۹۷

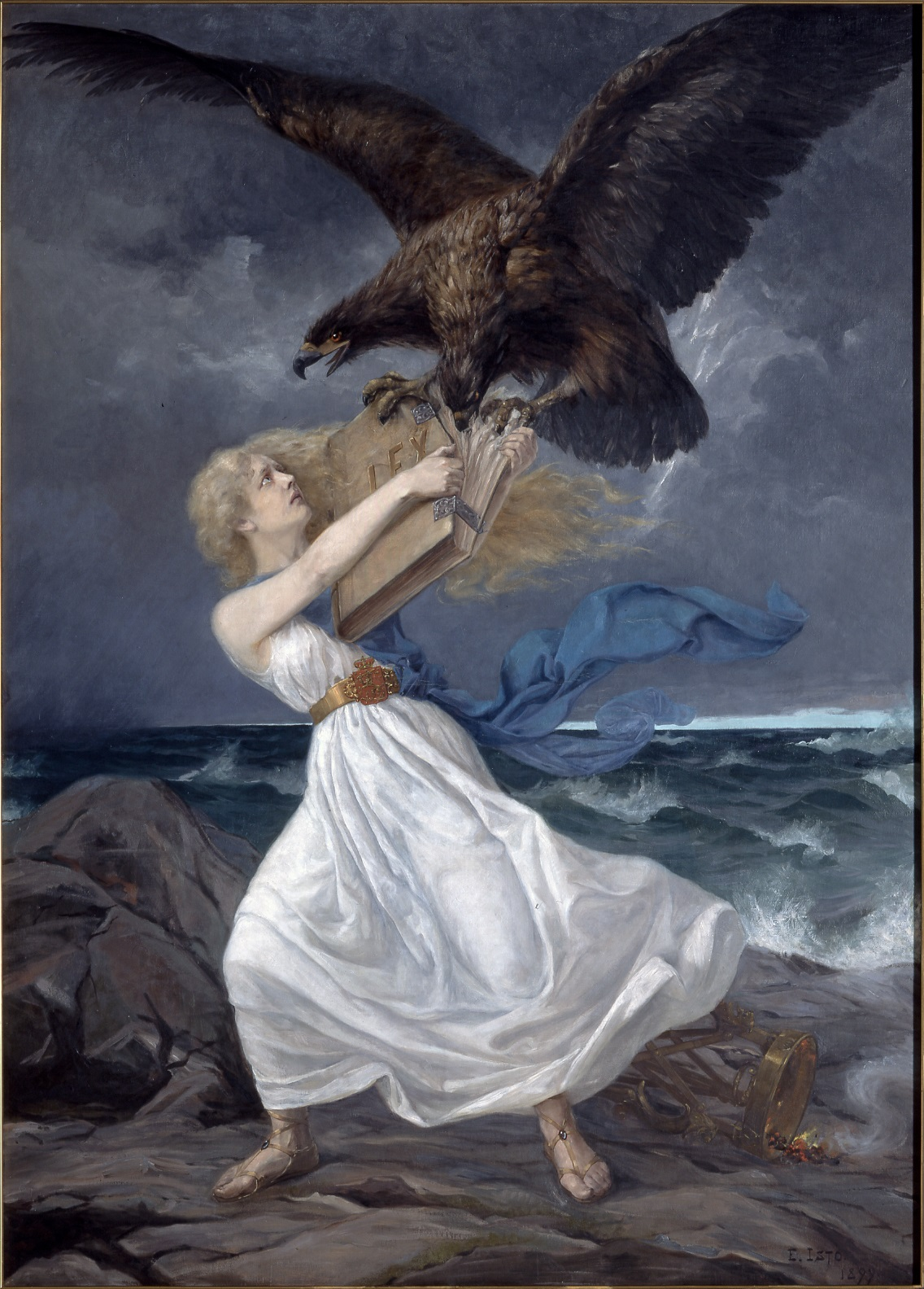
حمله (فی)، ادوارد ایستو، ۱۸۹۹

فهرست نقاشان زیر شامل هنرمندانی نمی‌شود که گاهی اوقات بخشی از عصر طلایی در نظر گرفته می‌شوند، آنها عمدتاً پیش از این بازه زمانی هستند. چندین نقاش برجسته، مانند ورنر هولمبرگ، در این دسته حضور دارند. فردیناند فون رایت، هنرمند برجسته فنلاندی خالق اثر «کاپرکایلی‌های جنگنده» در سال ۱۸۸۶ که به عنوان یک نقاشی مهم فنلاندی در نظر گرفته می‌شود، نیز پیش از عصر طلایی در نظر گرفته می‌شود. نقاشان پیرو مکتب نقاشی دوسلدورف، مانند برنت لیندهولم، هالمار مونسترهلم و فانی چربری را می‌توان به عنوان نقاشان عصر طلایی در نظر گرفت. با این حال، کار آنها به‌طور کلی با دوره قبلی توسعه هنری مرتبط است.
با این حال، آدولف فون بکر به عنوان شخصیت مهم عصر طلایی در نظر گرفته می‌شود که ناشی از تحصیلات و آموزش او از هنرمندان متعدد آن دوران است. علاوه بر این، رابرت ویلهلم اکمن، به عنوان یک نقاش اولیه و برجسته کالوالا، پایه و اساس آثار مشابهی را بنا نهاد.
| هنرمند                           | اثر قابل توجه                            |
| -------------------------------- | ---------------------------------------- |
| آملی لوندال(۱۸۵۰–۱۹۱۴)           | دختر برتونی که یک کوزه در دست دارد، ۱۸۸۴ |
| ماریا وییک(۱۸۵۳–۱۹۲۸)            | بیرون به دنیا، ۱۸۸۹                      |
| آلبرت ادلفلت(۱۸۵۴–۱۹۰۵)          | انتقال تابوت کودک، ۱۸۷۹                  |
| گونار برنتسون (۱۸۵۴–۱۸۹۵)        | آهنگ عروس ۱۸۹۳                           |
| آنا سالستن (۱۸۵۹–۱۹۳۱)           | دغدغه‌های نان ۱۸۹۵                        |
| ویکتور وسترهولم(۱۸۶۰–۱۹۱۹)       | اسکله پست اکرو، ۱۸۸۵                     |
| الین دانیلسون-گامبوگی(۱۸۶۱–۱۹۱۹) | مادر، ۱۸۹۳                               |
| هلنه شارفبک(۱۸۶۲–۱۹۴۶)           | دوره نقاهت، ۱۸۸۸                         |
| ونی سولدان-بروفلد(۱۸۶۳–۱۹۴۵)     | آنتی، ۱۹۰۷                               |
| ارو یارنه‌فلت(۱۸۶۳–۱۹۳۷)          | زیر یوغ، ۱۸۹۳                            |
| آکسلی گالن-کاللا(۱۸۶۵–۱۹۳۱)      | مادر لمینکینن، ۱۸۹۷                      |
| پککا هالونن(۱۸۶۵–۱۹۳۳)           | مردان چمن‌زن ۱۸۹۱                         |
| الن تسلف(۱۸۶۹–۱۹۵۴)              | خودنگاره، ۱۸۹۵                           |
| ماننوس انکل(۱۸۷۰–۱۹۲۵)           | رستاخیز، کلیسای جامع تامپره، ۱۹۰۷        |
| دورا والروس(۱۸۷۰–۱۹۴۷)           | کنار ظرفشویی، ۱۸۹۲                       |
| هوگو سیمبرگ(۱۸۷۳–۱۹۱۷)           | فرشته زخمی ۱۹۰۳                          |

### مجسمه‌سازان

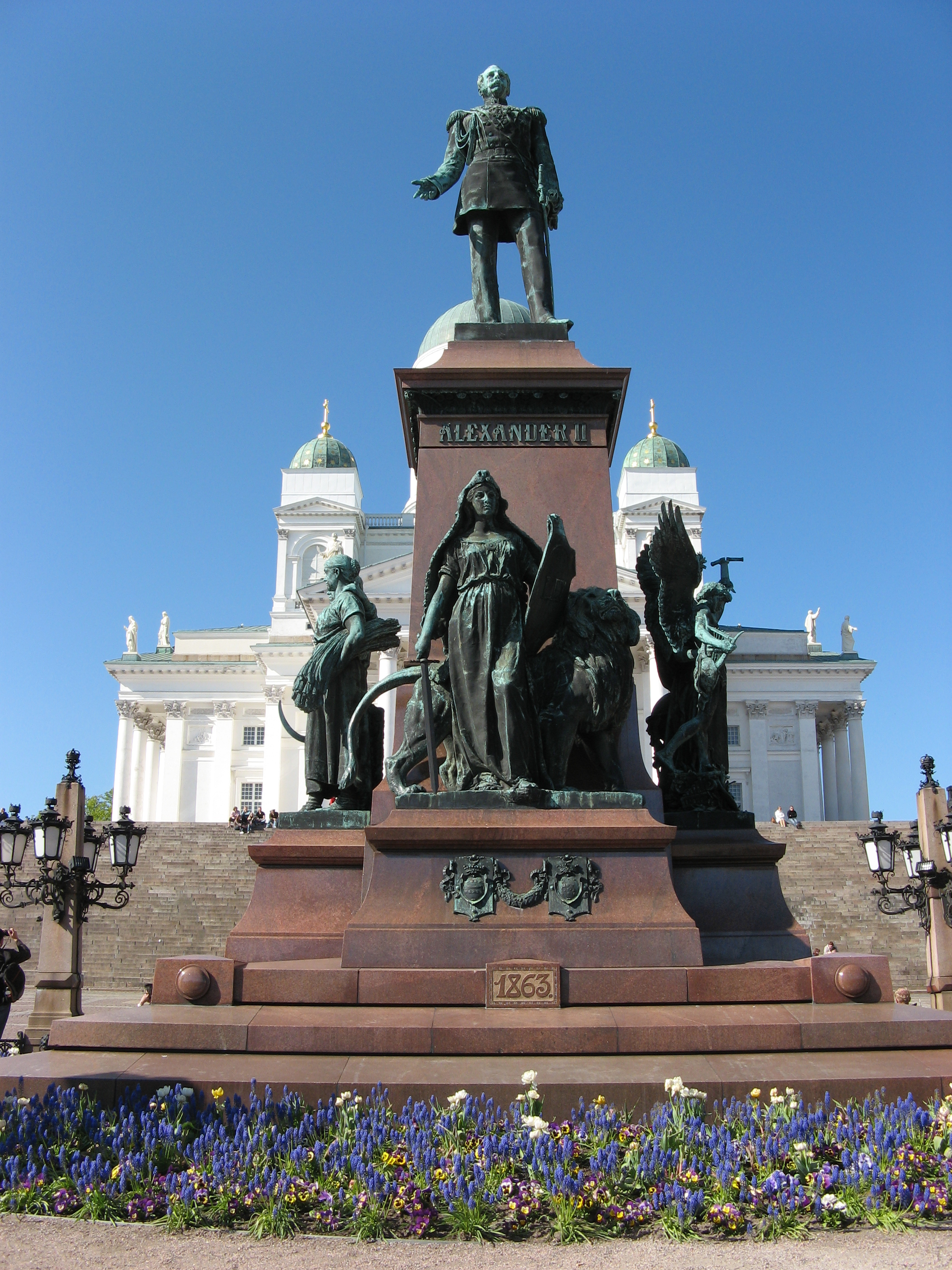
مجسمه الکساندر دوم اثر والتر رونبرگ، ۱۸۹۴

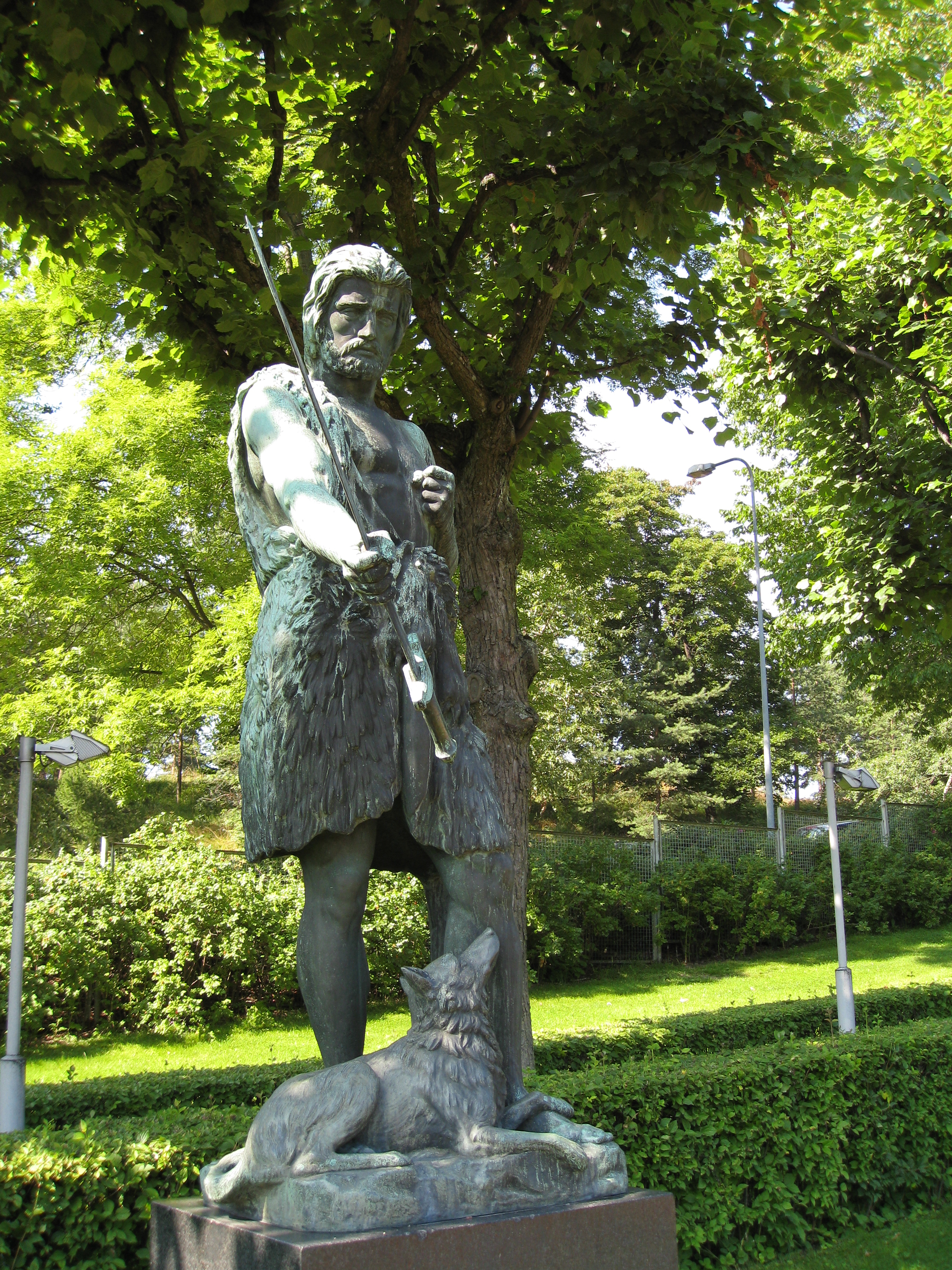
کولروو با شمشیر خود صحبت می‌کند اثر مجسمه‌ساز سوئدی کارل انیاس شوستراند که به مدت ۴۰ سال در فنلاند زندگی کرد، نسخه برنزی ۱۹۳۲ (گچ اصلی ۱۸۶۸)

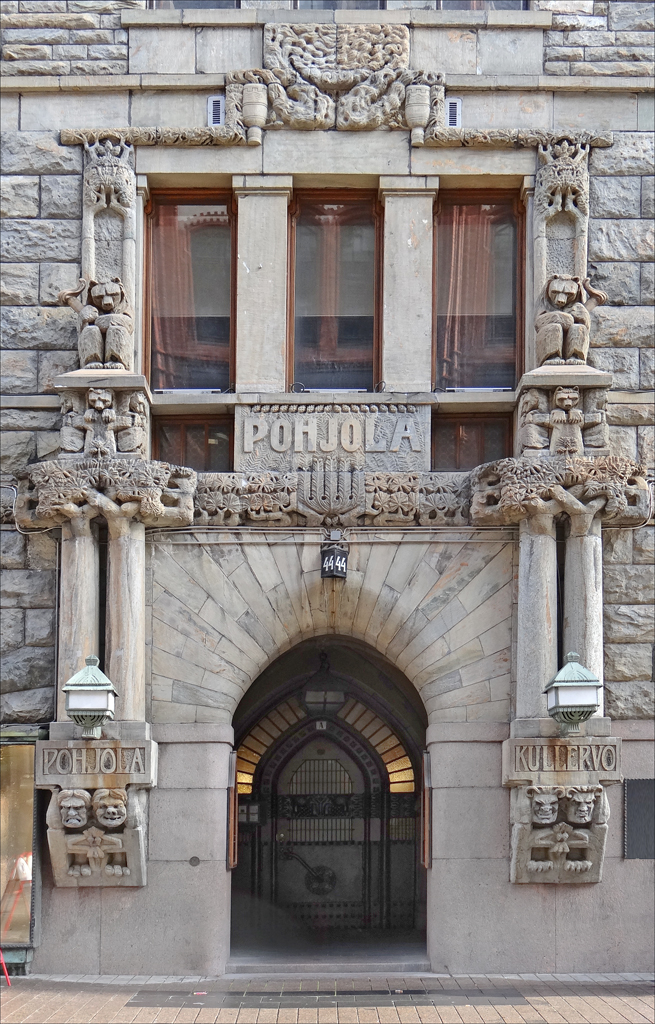
مجسمه‌های ساختمان بیمه پوهجولا توسط هیلدا فلودین، ۱۹۰۱

| هنرمند                    | اثر قابل توجه       |
| ------------------------- | ------------------- |
| ویل والگرن (۱۸۵۵–۱۹۴۰)    | هاویس آماندا، ۱۹۰۸  |
| امیل ویکستروم (۱۸۶۴–۱۹۴۲) | حامل‌های فانوس، ۱۹۱۴ |

### معماران

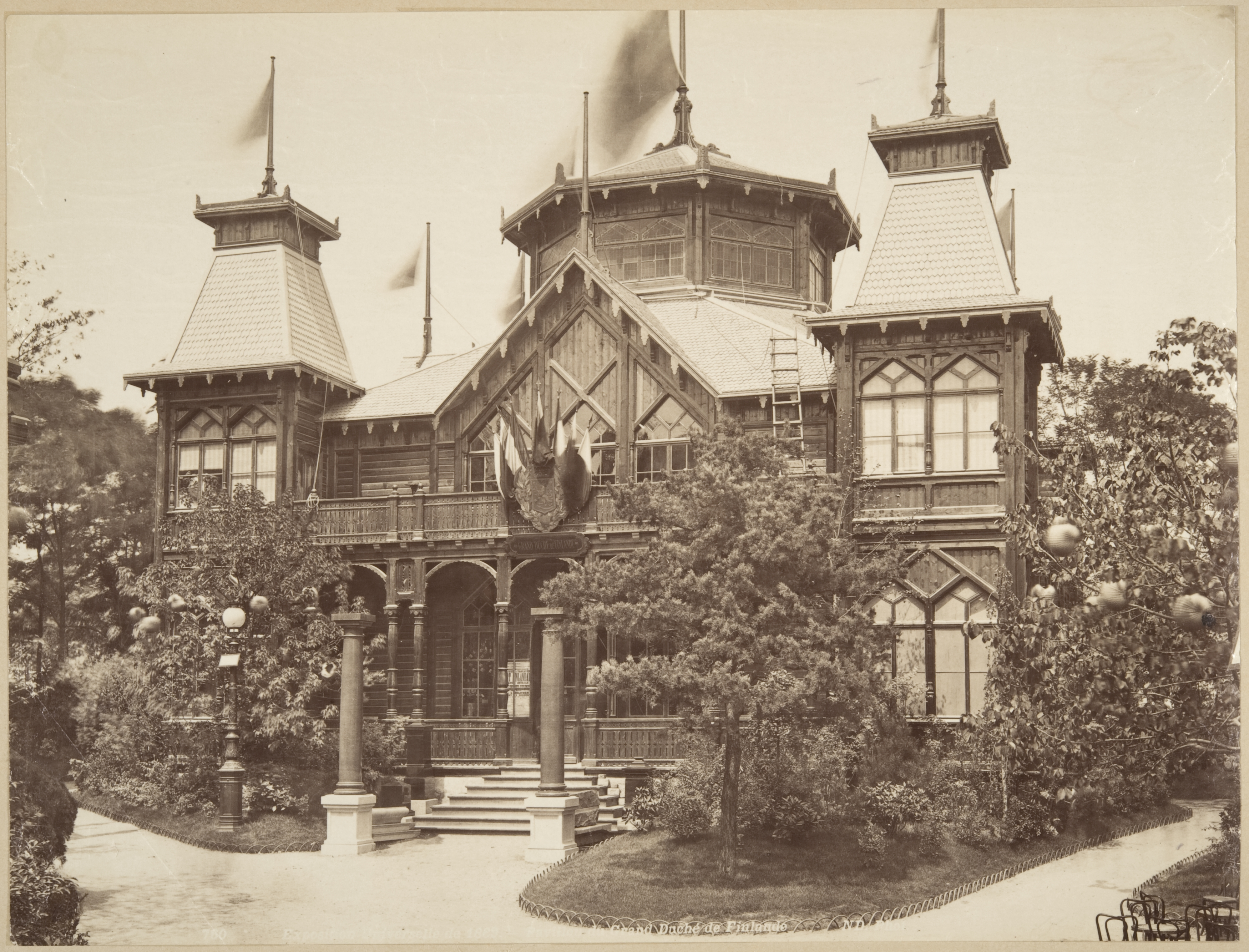
غرفه فنلاند در نمایشگاه پاریس ۱۸۸۹ اثر تئودور هویگر

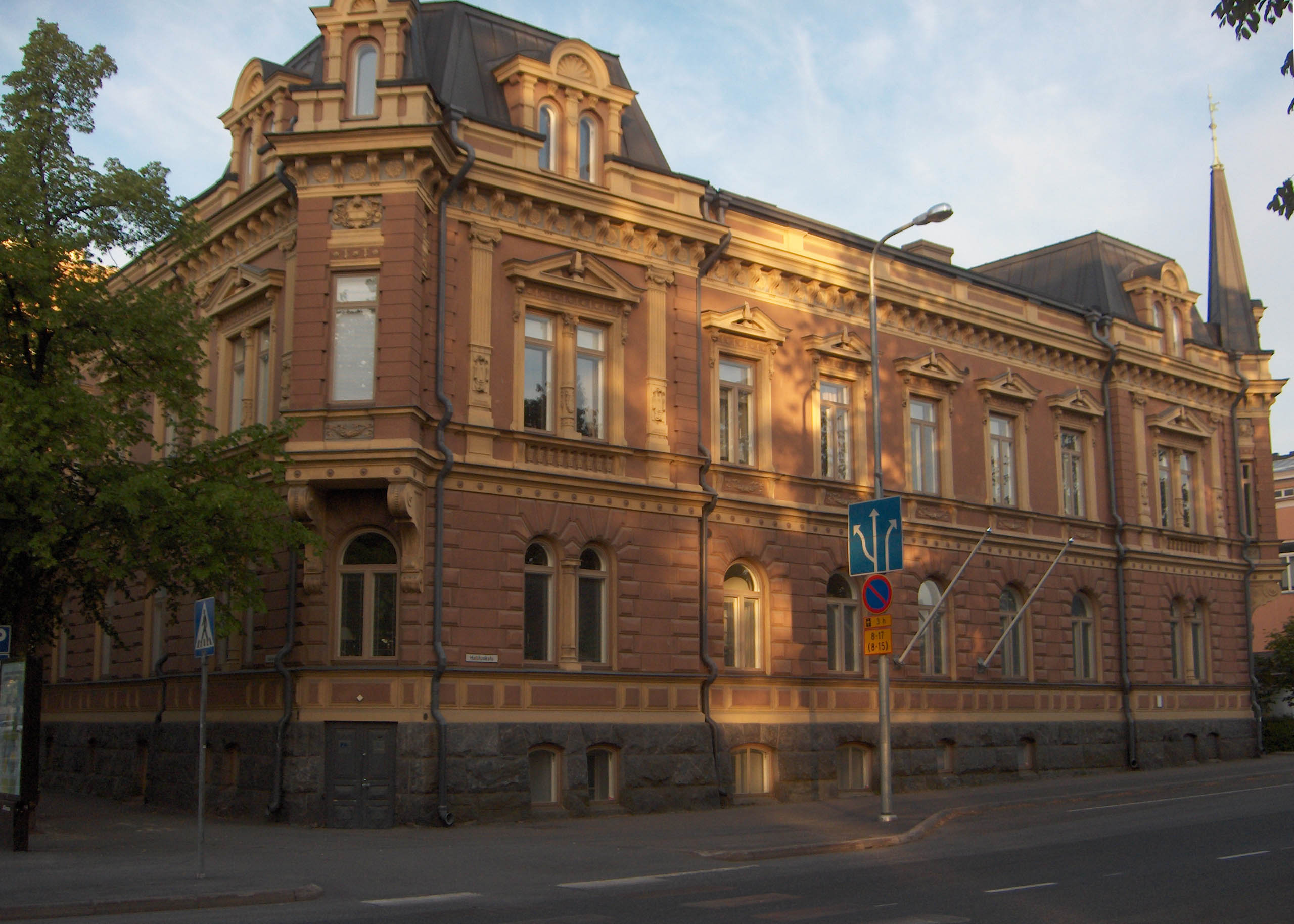
سیگنلینا (قلعه سیننه)، سیننه هورنبری، ۱۸۹۲

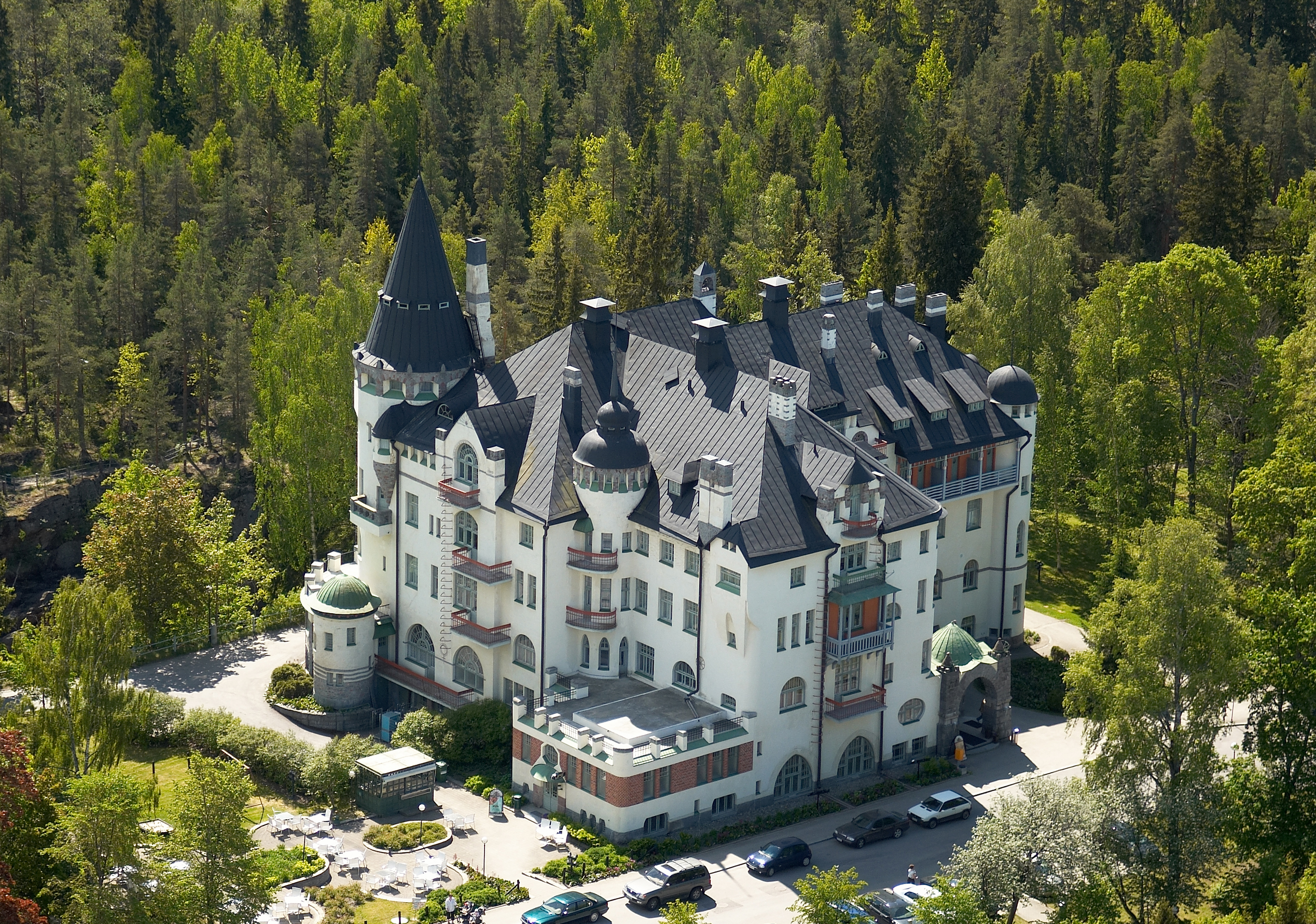
هتل دولتی ایمانران توسط اوسکو نیستروم، ۱۹۰۳

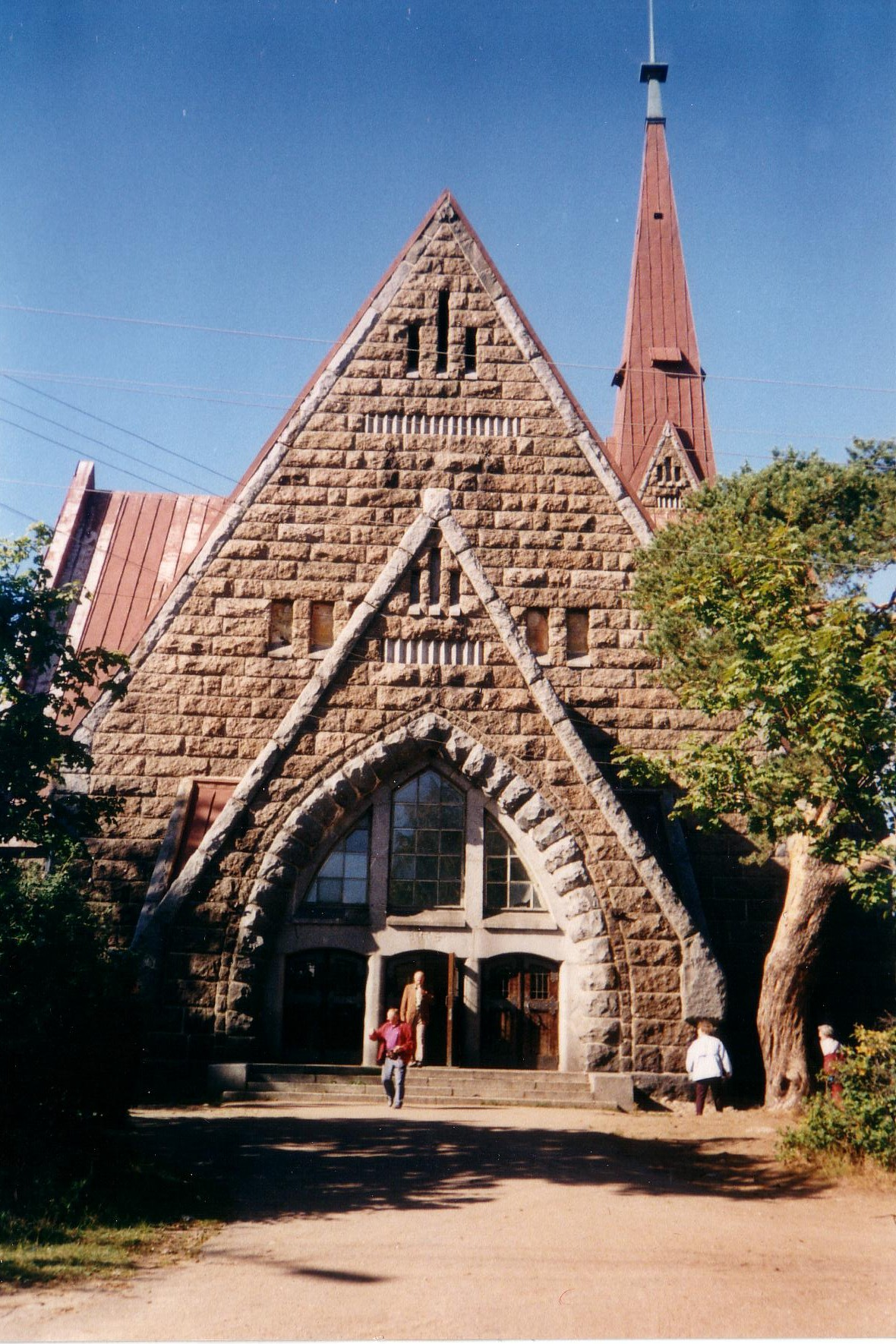
کلیسای کویویستو اثر یسف استنبک، ۱۹۰۴

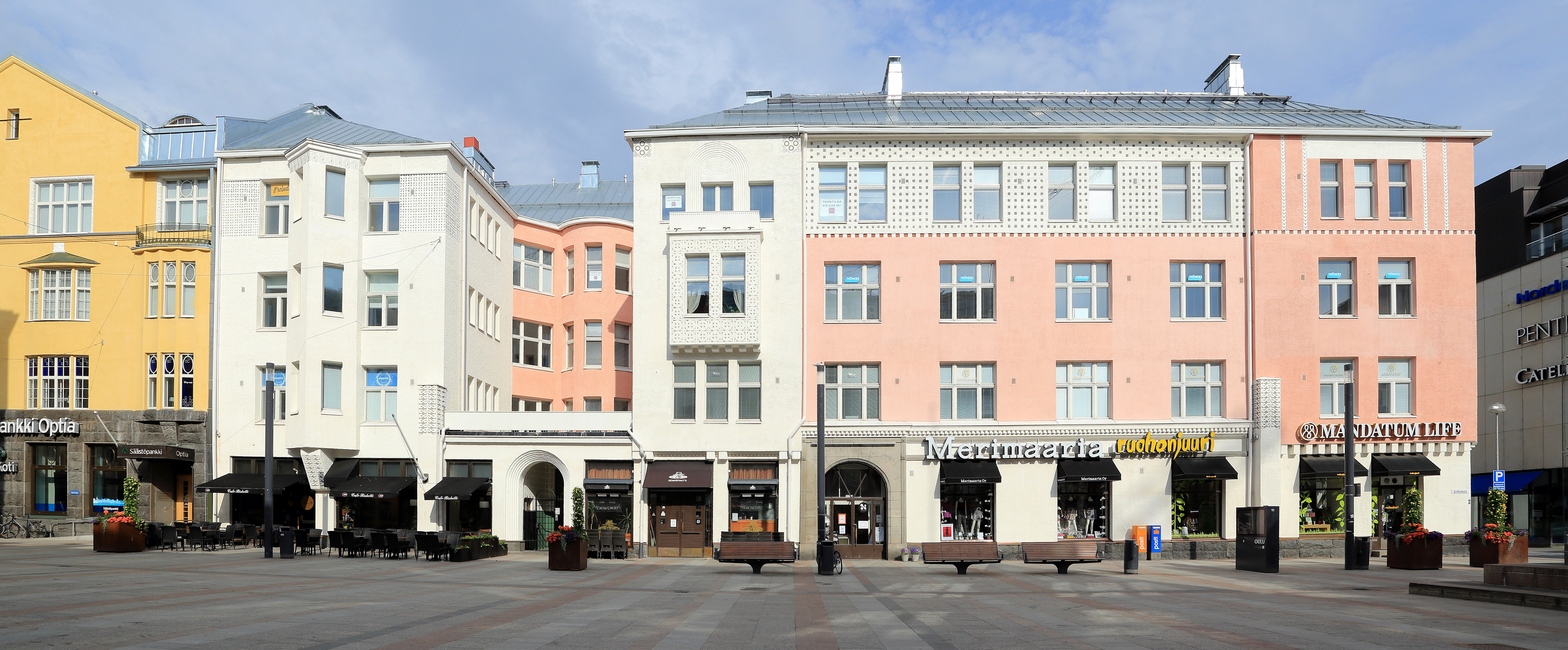
ساختمان پالاس اثر والتر تومه، ۱۹۰۷

| هنرمند                    | اثر قابل توجه                       |
| ------------------------- | ----------------------------------- |
| لارش سونک (۱۸۷۰–۱۹۵۶)     | کلیسای جامع تامپره، ۱۹۰۷            |
| ویوی لون (۱۸۷۲–۱۹۶۶)      | ایستگاه آتش‌نشانی مرکزی تامپره، ۱۹۰۸ |
| الیل سارینن (۱۸۷۳–۱۹۵۰)   | ایستگاه راه‌آهن مرکزی هلسینکی، ۱۹۰۹  |
| هرمان یسلیوس (۱۸۷۴–۱۹۱۶)  | خانه وریو، ۱۹۰۹–۱۹۱۴                |
| آرماس لیندگرن (۱۸۷۴–۱۹۲۹) | بلوار مانرهیمینتیه، ۱۹۱۴            |